# Manja bazilika
Manja bazilika ili papinska bazilika (lat. basilica minor) počasni je naslov za katoličke crkvene građevine. 
Njime se želi istaknuti osobita povezanost crkve s papom, kao i njezin značaj za mjesnu Crkvu. Radi isticanja te činjenice na pročeljima crkavâ koje nose taj naslov stavlja se Papin grb.

## Hrvatska
U Hrvatskoj naslov manje bazilike nose:
- katedrala sv. Petra u Đakovu (Naslov joj je dodijelio papa Pavao VI. 1965. godine. Ondašnji đakovački biskup bio je Stjepan Bäuerlein. Sami apostolski breve Slavi Božjoj je 11. prosinca 1965. potpisao državni tajnik Svete Stolice Amleto Giovanni Cicognani, 3 dana nakon što je završio Drugi vatikanski koncil.)[1]
- katedrala sv. Jakova u Šibeniku
- katedrala sv. Stošije u Zadru
- bazilika Majke Božje Bistričke u Mariji Bistrici
- crkva Uznesenja Blažene Djevice Marije (Gospe Sinjske) u Sinju (Splitsko-makarski nadbiskup Zdenko Križić uručio je ministru Franjevačke provincije Presvetog Otkupitelja fra Marku Mrši, u subotu 15. lipnja 2024., na dan svećeničkog ređenja, u crkvi Svete obitelji u Solinu, pristigli dekret Dikasterija za bogoštovlje i disciplinu sakramenata o proglašenju župne i samostanske crkve Uznesenja Blažene Djevice Marije, Svetište Gospe Sinjske, manjom bazilikom.)
- bazilika Blažene Djevice Marije na Trsatu
- katedrala Marijina Uznesenja u Poreču
- bazilika Srca Isusova u Zagrebu
- bazilika sv. Kvirina u Sisku[2]
- bazilika Gospe Voćinske u Voćinu[3]
- bazilika sv. Antuna Padovanskog u Zagrebu[4]
- bazilika Čudotvorne Gospe Sinjske u Sinju

## Vanjske poveznice
- (engl.) Popis svjetskih bazilika
- (engl.) (lat.) Kongregacija Domus ecclesiae  Arhivirana inačica izvorne stranice od 9. listopada 2016. (Wayback Machine) Uvjeti potrebni za dobivanje naslova manje bazilike